# Koń czystej krwi arabskiej

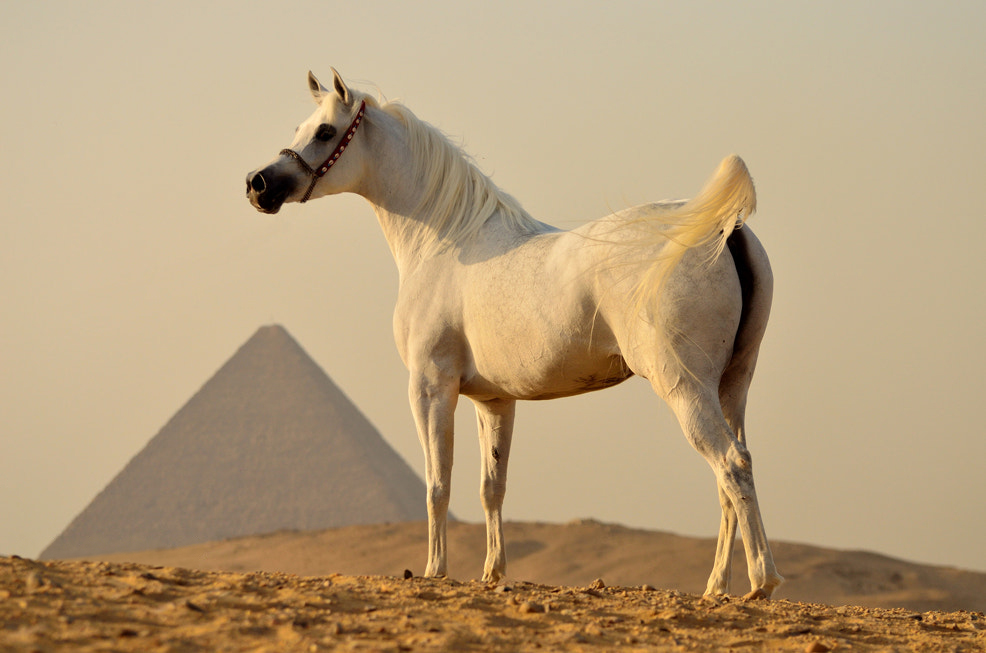
Koń arabski

Koń czystej krwi arabskiej – jedna z podstawowych ras koni gorącokrwistych, uważana często za kwintesencję piękna konia. Konie arabskie pojawiły się na Półwyspie Arabskim co najmniej 2500 lat temu.
Konie arabskie są bardzo wytrzymałe, niewymagające w hodowli i szybkie w galopie. Na długich dystansach nie mają sobie równych. Są inteligentne, życzliwe, wrażliwe, a przez hodowlę oraz wychowanie w bliskim kontakcie z ludźmi są przywiązane do człowieka. Są to konie o żywym temperamencie, lecz posłuszne. Koni tej rasy używano w hodowli wielu innych ras. Po sprowadzeniu do Anglii stał się protoplastą konia pełnej krwi angielskiej, w Rosji przyczynił się do powstania i uszlachetnienia kłusaka orłowskiego, a we Francji przyczynił się do powstania słynnego perszerona. Jest to najstarsza na świecie rasa hodowanych obecnie koni.
Oznaczenie symboliczne rasy: „oo”. W stajniach napisy na tabliczkach imion są niebieskie.

## Pokrój koni arabskich
Koń bardzo szlachetny i elegancki, o lekkiej budowie ciała. Jego sylwetkę można wpisać w kwadrat. Mała, sucha głowa o profilu szczupaczym (wklęsłym) lub prostym. Nogi są suche i doskonałej jakości, choć zdarzają się lekkie wady postawy, a łopatki nie zawsze są idealne. Zad jest krótki i poziomy, ogon wysoko osadzony i noszony z charakterystyczną odsadą. Kopyta są twarde i wytrzymałe. Wysokość tych koni wynosi 145 – 155 cm. Występują wszystkie maści podstawowe. Najczęściej konie te są siwe, gniade i kasztanowate, bardzo rzadko kare. Wśród koni tej rasy może występować również wzór rabicano (mieszanka białych i ciemnych włosów), sabino (jedyny biały wzór plamisty uznany u koni arabskich), dominująca biel ( mutacja charakteryzująca się głównie białą sierścią i różową skórą, obecna od urodzenia. Wszystkie araby w Stanach Zjednoczonych, o których obecnie wiadomo, że są dominująco białe, wywodzą się od jednego ogiera, urodzonego w 1996, którego potomstwo zostało zweryfikowane jako potomstwo jego zarejestrowanych arabskich rodziców, z których oboje byli umaszczenia jednolitego) oraz pręga grzbietowa. Szlachetności koniowi dodaje długa łabędzia szyja i piękna głowa z szeroko rozwartymi nozdrzami.
Chody tych koni są bardzo lekkie. Galop jest szybki i wytrzymały, kłus bardzo szlachetny, jak gdyby koń unosił się w powietrzu. Stęp bywa zbyt krótki.

## Typy

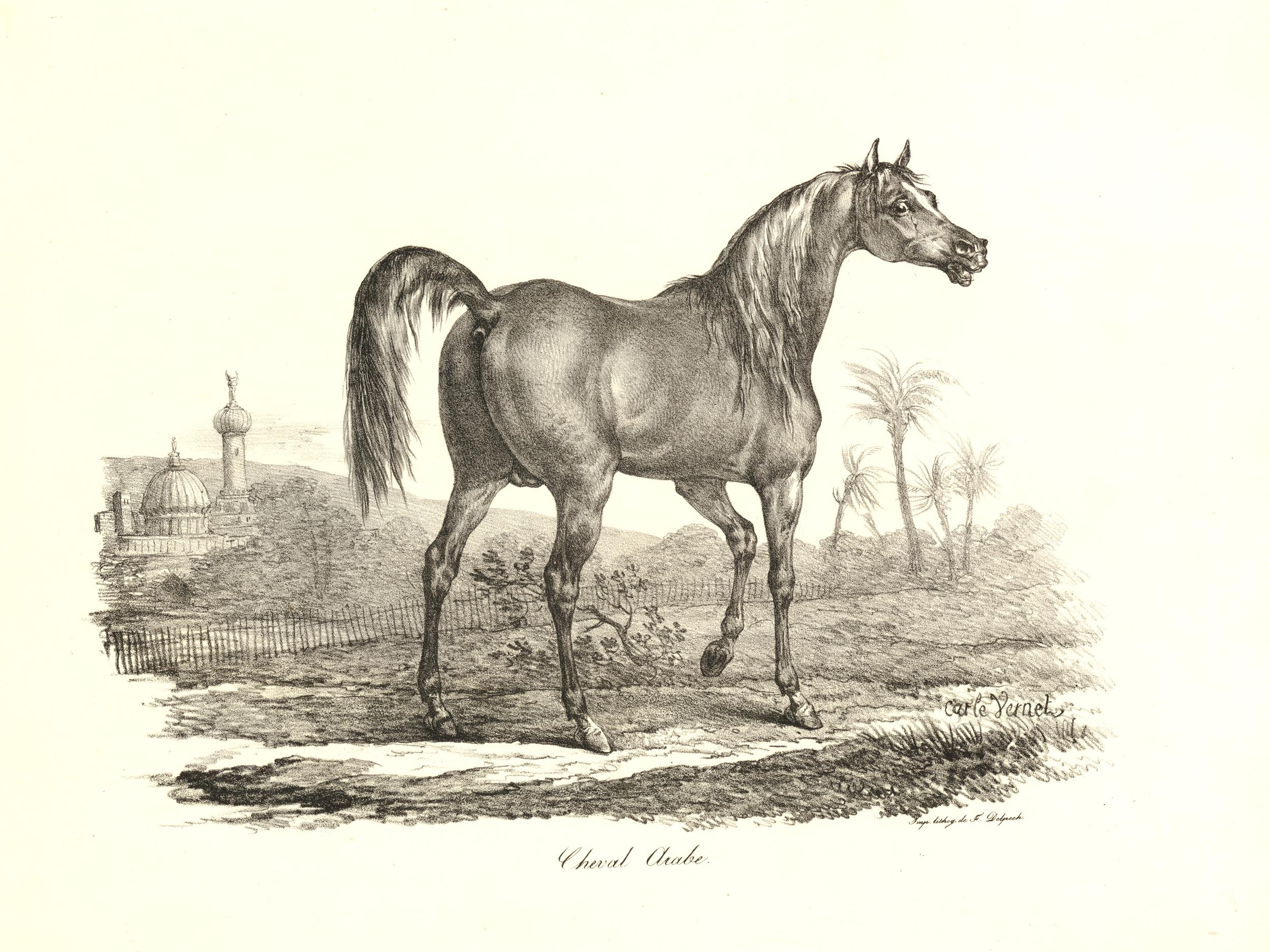
Koń arabski w ilustracji z pierwszej połowy XIX wieku

Wyróżnia się kilka typów konia arabskiego, spośród których trzy najbardziej znane to:
- Kuhailan – typ najsilniejszy, kiedyś używany jako koń bojowy lub użytkowy – gniady lub skarogniady, z mocną szyją, stosunkowo duża głową i często bez wklęsłego („szczupaczego”) profilu (który bywa uważany przez laików za cechę wyróżniającą konie arabskie).
- Saklavi – to koń o wyglądzie najbliższym powszechnym wyobrażeniom konia arabskiego. Sylwetka szczupła, budowa lekka, głowa o charakterystycznej wklęsłości i dużych nozdrzach. Maść często siwa, choć zdarzają się inne. Dawniej używany do pokazów, spacerów i jako koń dla dam. Wbrew pozorom jest to koń o wielkiej dzielności i wytrzymałości (jak wszystkie konie arabskie). Jest jednak drobniejszy od kuhailana, niższy i słabszy. Saklavi bywa najczęściej modelem do zdjęć koni arabskich.
- Munighi – koń o skośnej łopatce, długich kończynach, dłuższej i węższej głowie o prostym profilu. Maść zwykle kasztanowata. Typ bardzo wytrzymały, szybki na krótkich dystansach (pozostałe konie arabskie najbardziej cenione są na dystansach długich i bardzo długich).

Istnieje też kilka innych typów, znanych lepiej w Arabii, np. Hadban, Hamdan i O’Bajan.

## Legenda
Według jednej z legend konie rasy arabskiej pochodzą od pięciu klaczy Mahometa o imionach: Saklavi, Kuhailan, O’Bajan, Hadban i Hamdani, które wróciły w potrzebie, podczas gdy inne konie popędziły do wodopoju, do którego nie miały dostępu przez cały dzień. Prorok wzywał swoich wyznawców do starannej hodowli koni i dobrego traktowania zwierząt.
Druga legenda mówi, że konia arabskiego Bóg stworzył z garści południowego wiatru. Tchnął w nią swój boski oddech i uformował zwierzę stworzone do lotu, choć bez skrzydeł. W grzywę za uszami wczepił mu szczęście, a z jego pana zrobił przyjaciela.

## Hodowla
Rejon hodowli konia arabskiego rozciąga się od Afryki Północnej poprzez Półwysep Arabski aż do Iranu. W Europie konie te hoduje się głównie w Polsce, Francji, Niemczech i Anglii. Hodowla konia arabskiego jest też popularna w USA. Problemami hodowli tej rasy zajmuje się World Arabian Horse Organization (WAHO).
Obecnie w hodowli koni arabskich w Polsce, prym wiodą trzy państwowe stadniny: Stadnina Koni Janów Podlaski, Stadnina Koni Michałów oraz Stado Ogierów Białka. Coraz więcej utytułowanych koni pojawia się u hodowców prywatnych.

### Historia hodowli w Polsce (Janów Podlaski)
Hodowla koni arabskich w Polsce rozpoczęła się na początku XVIII wieku. Po odzyskaniu przez Polskę niepodległości w 1918 roku niewiele pozostało ze słynnych stadnin białocerkiewskich i innych kresowych.
„Konie czystej krwi arabskiej, których hodowla w Polsce ma ponad 200-letnią tradycję, były już w XIX wieku sprzedawane do różnych krajów europejskich”.
„Po odzyskaniu niepodległości przez Polskę, ówczesne Ministerstwo Rolnictwa wszystkie konie uratowane z działań wojennych, z różnych źródeł i różnych ras, rokujące nadzieje, że mogą być materiałem hodowlanym potrzebnym do odbudowy hodowli koni w Polsce, gromadziło w Janowie Podlaskim. Budynki i inne urządzenia były zniszczone, lecz pozostało bogate zaplecze w postaci łąk i pastwisk. Po odbudowie stajen i reorganizacji hodowli koni w Polsce, w Janowie Podlaskim pozostały konie czystej krwi arabskiej i półkrwi angloarabskiej”.
W latach 30. XX wieku konie sprzedawano także do USA.
II wojna światowa przyniosła stadninie wielkie straty. Podczas ewakuacji stadniny większość koni padła, uciekła lub została rozkradziona. Dzięki tym okazom, które udało się odzyskać, ponowiono próbę odbudowy stadniny. W roku 1944 hodowla została przeniesiona do Niemiec, dzięki czemu mogły przeżyć najcenniejsze konie. W roku 1946 konie powróciły do Polski, do Janowa powróciły w roku 1950. W 1960 stadnina w Janowie wznowiła sprzedaż koni za granicę, głównie do USA. Od roku 1969 na terenie stadniny organizowane są aukcje dla kupców zagranicznych, na których sprzedaje się konie z najważniejszych ośrodków hodowlanych w Polsce.

## Wykorzystanie
W przeszłości używany był jako koń bojowy, umożliwiał wojownikom pokonywanie dużych dystansów. Pomimo lekkiej budowy bywał wykorzystywany także jako koń roboczy. Obecnie przoduje w dyscyplinie rajdów długodystansowych, w których zajmują miejsca w czołówce, wyścigów i w klasach „pleasure” (w rekreacji). Coraz więcej koni arabskich pojawia się w klasach western, w ujeżdżeniu i skokach. Są to bowiem konie bardzo wszechstronne, inteligentne oraz chętne do nauki i pracy. Sprawdzają się także na placach i ringach pokazowych.

## Galeria

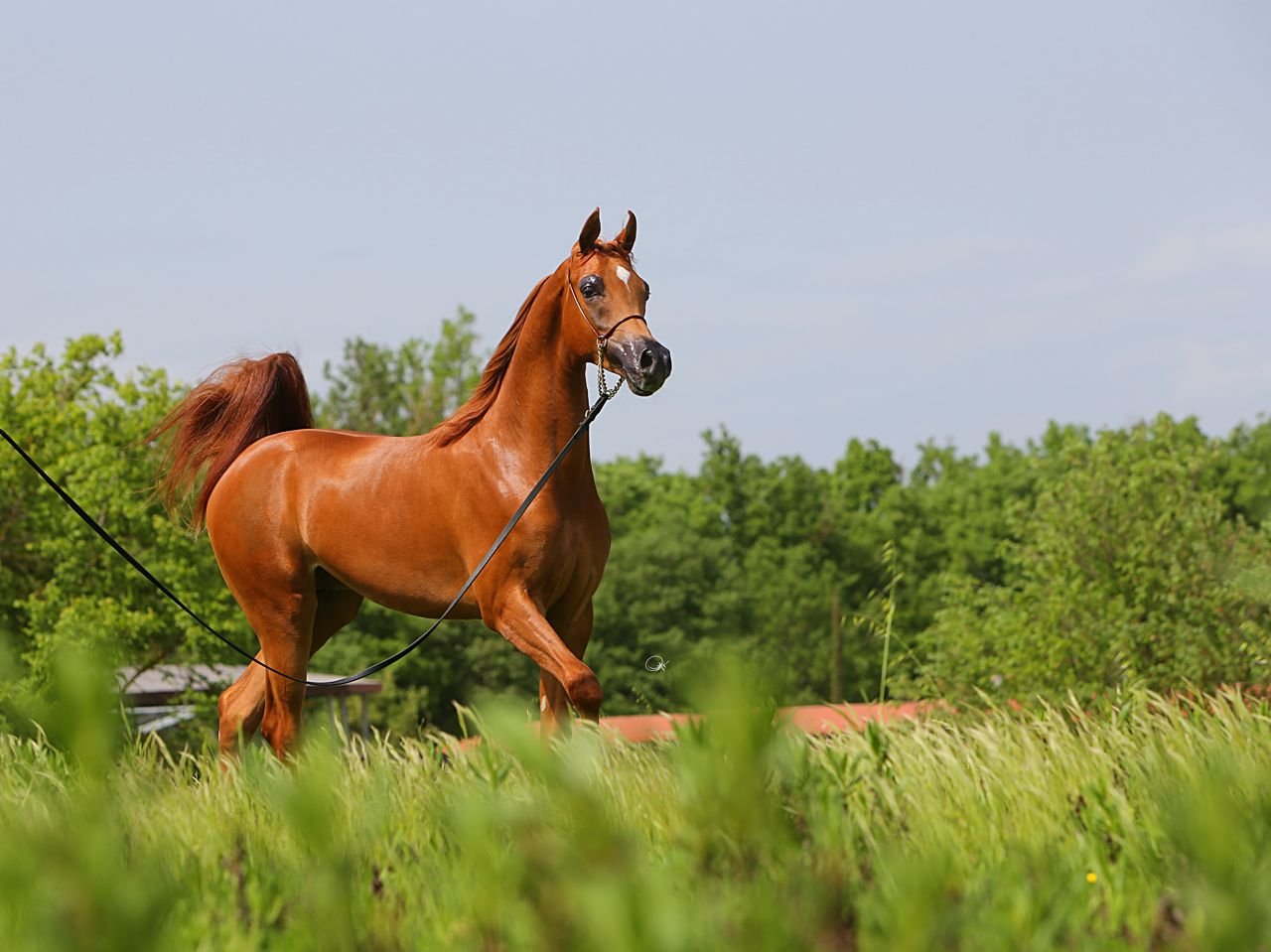
Kasztanowy koń arabski
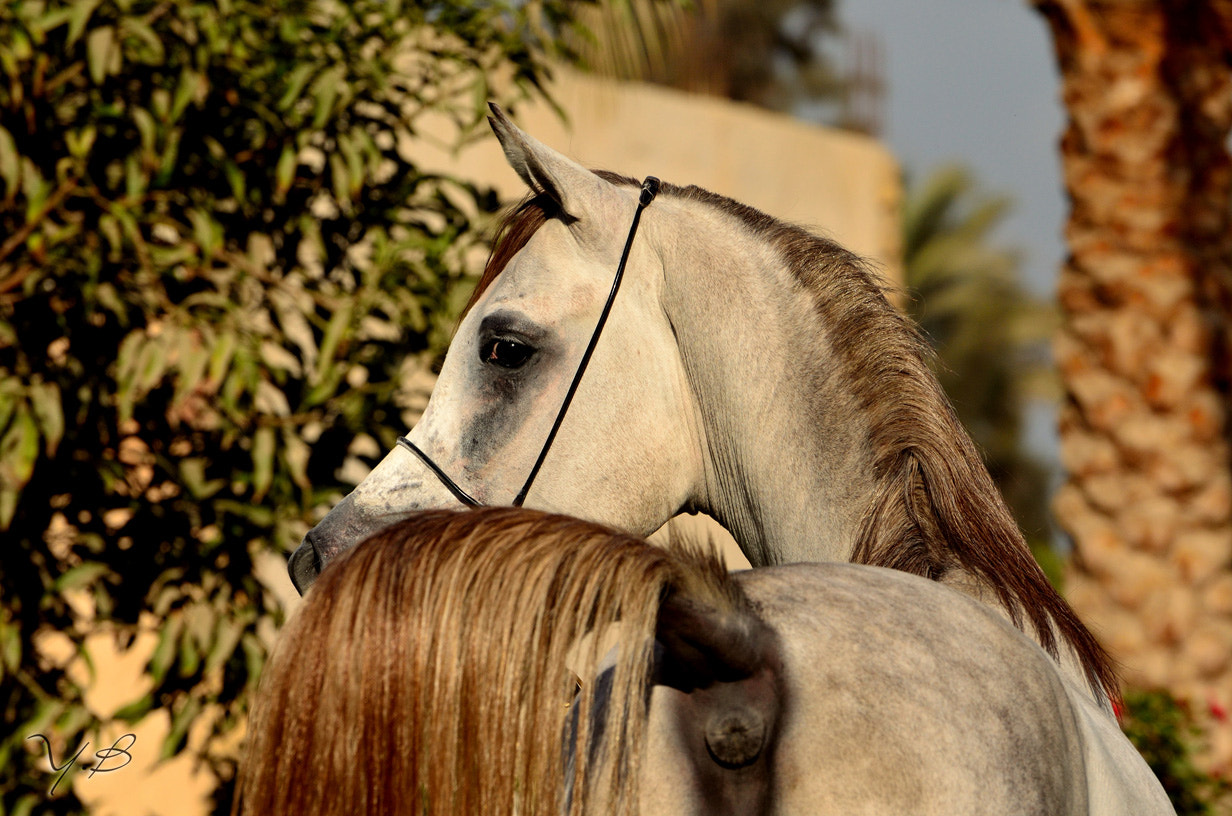
Siwy koń arabski
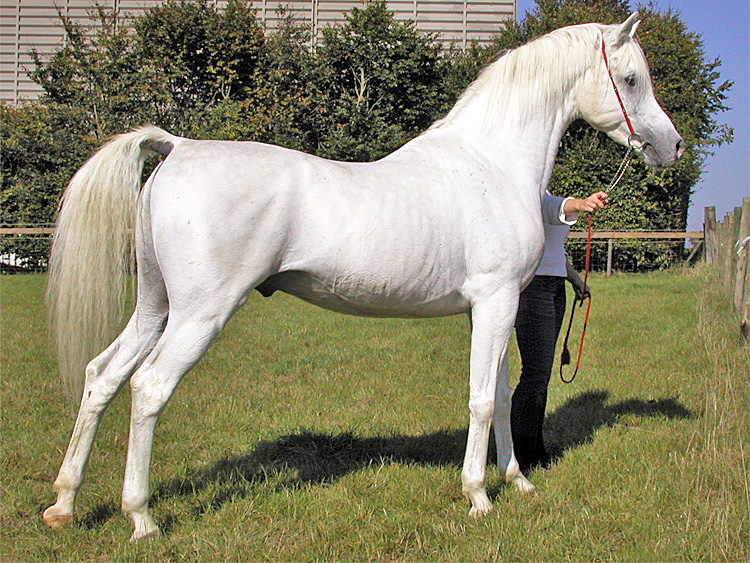
Siwy ogier arabski
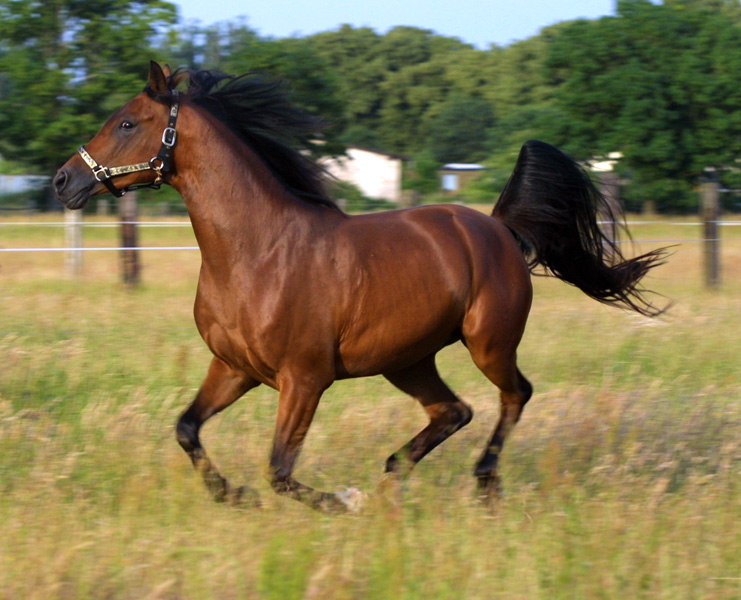
Koń arabski w ruchu
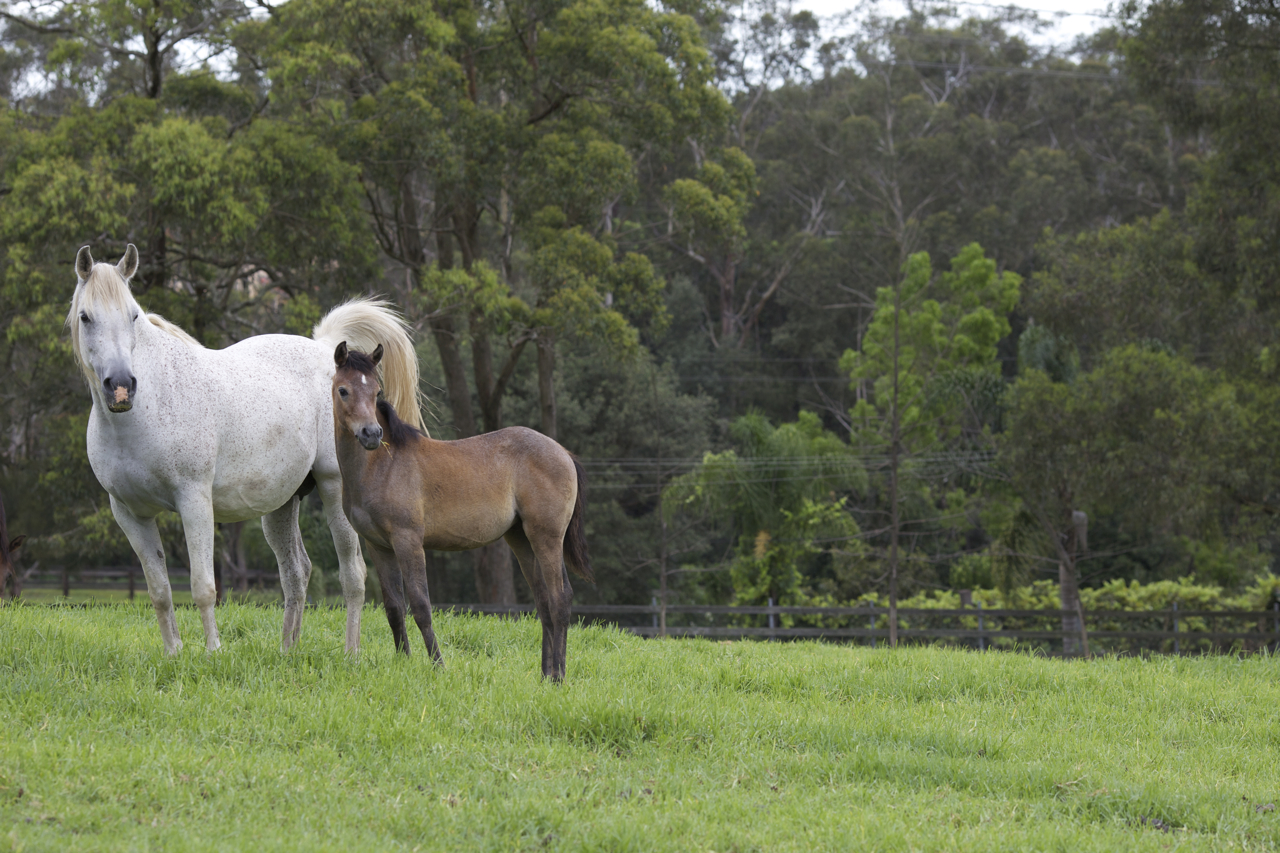
Klacz arabska ze źrebakiem
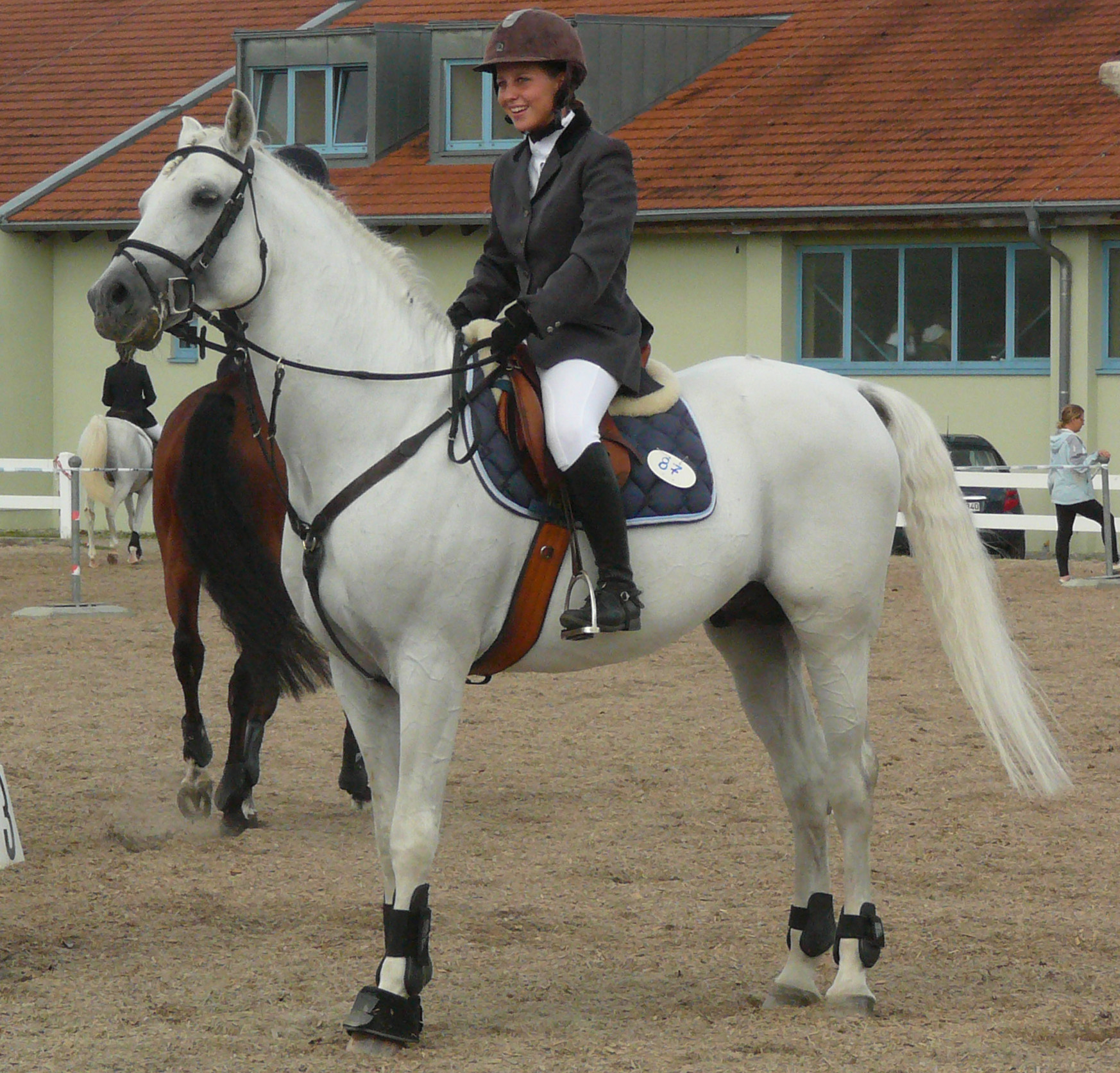
Koń arabski pod siodłem
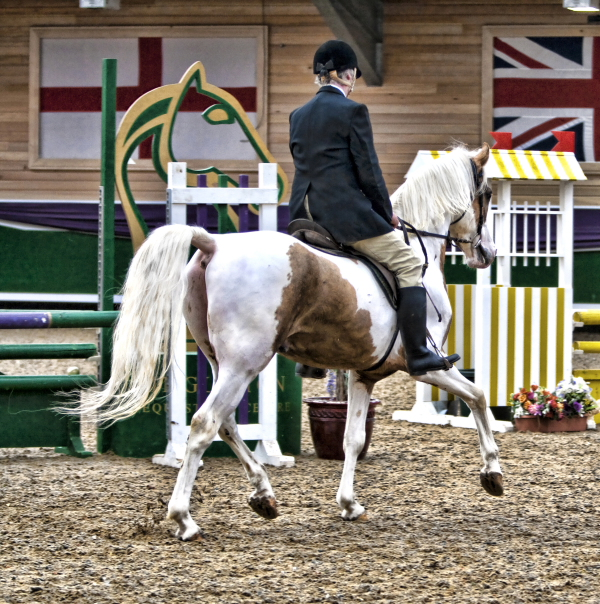
Koń arabski w ujeżdżeniu
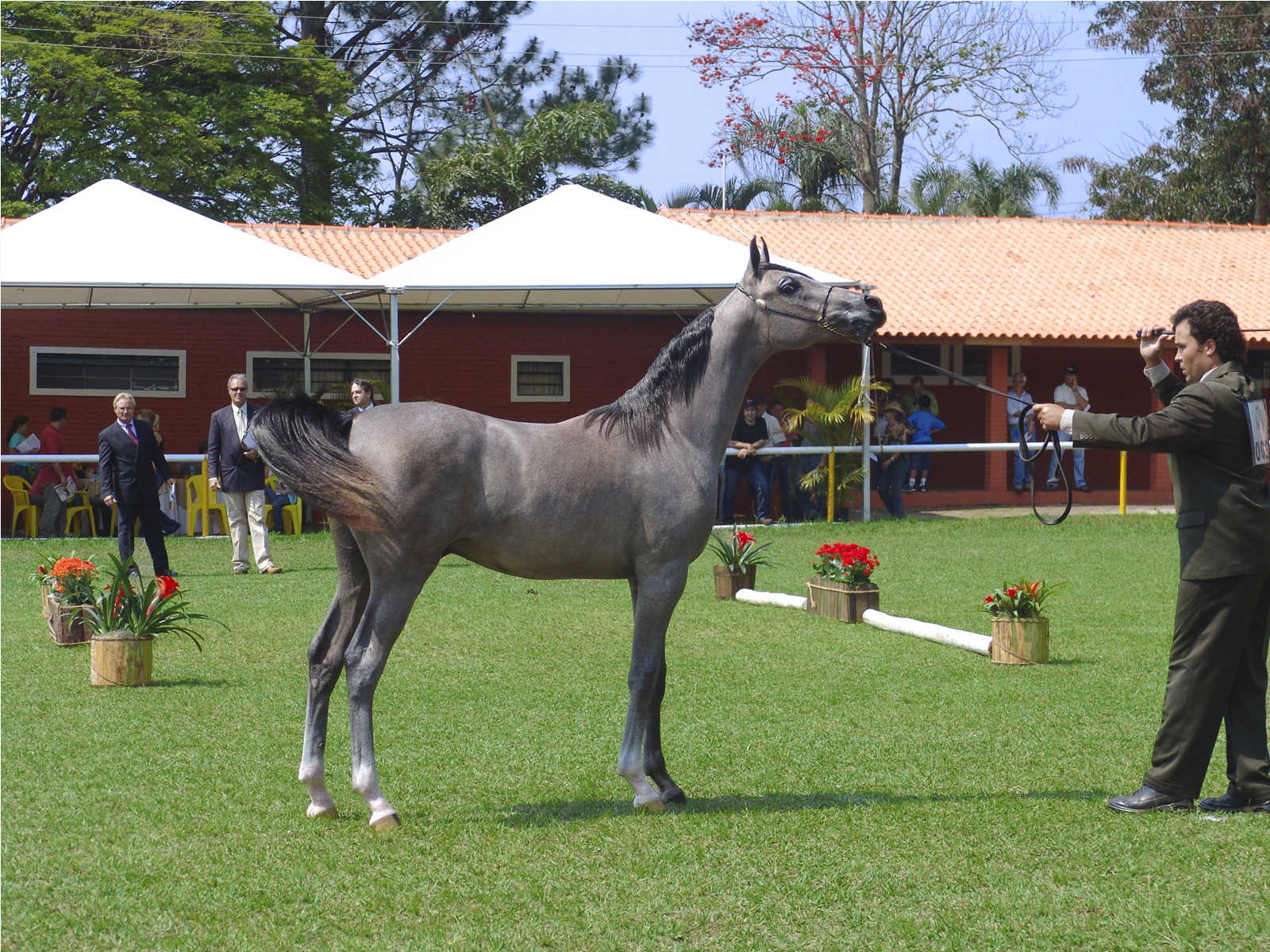
Młody koń arabski
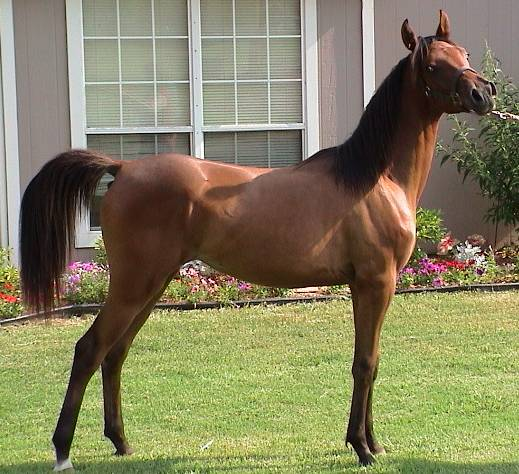
Klaczka konia arabskiego
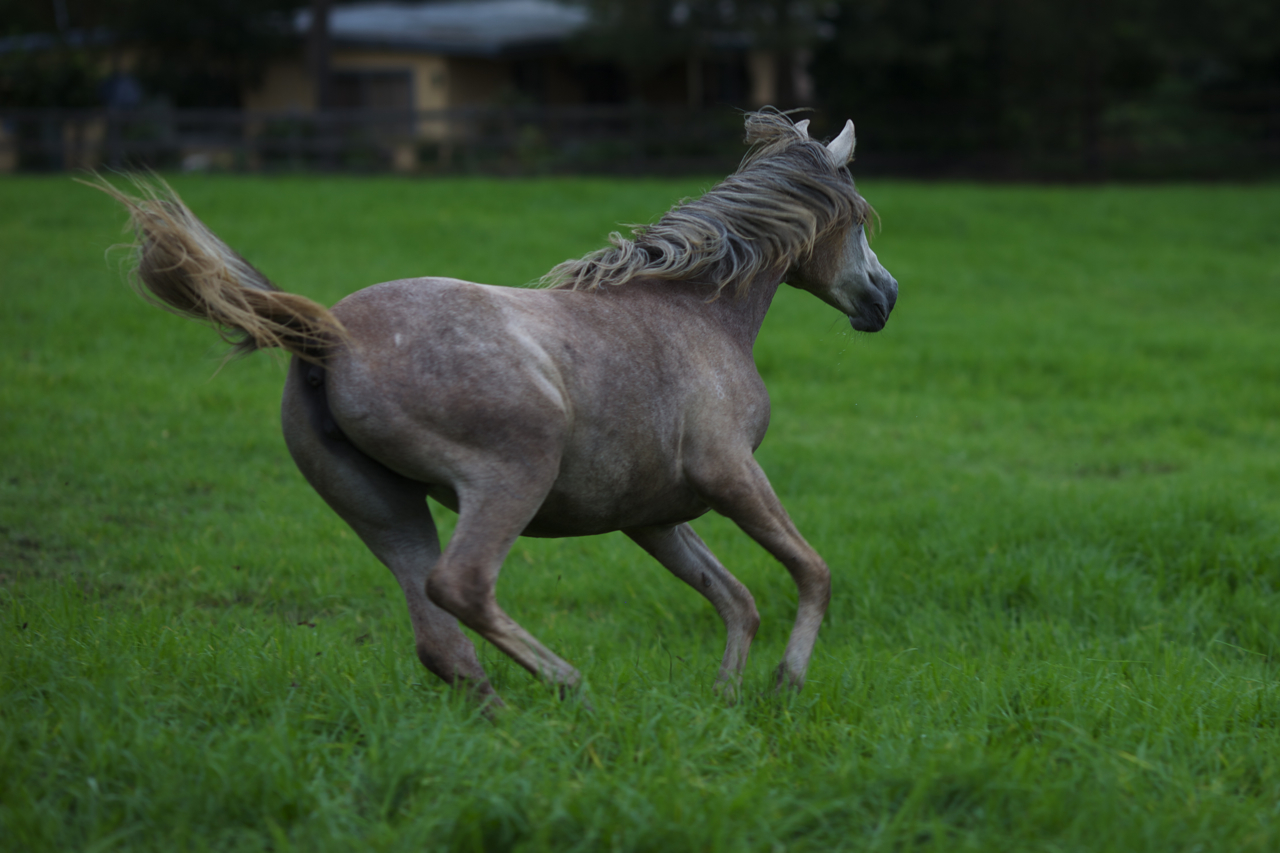
Koń arabski w biegu